# Hjärtan som mötas
Hjärtan som mötas är en svensk dramafilm från 1914 i regi av Victor Sjöström. 

## Om filmen
Filmen premiärvisades 30 november 1914 på biograf Röda Kvarn i Stockholm. Filmen spelades in vid Svenska Biografteaterns ateljé på Lidingö med exteriörer troligen från Stockholms skärgård av Henrik Jaenzon. 

## Rollista (i urval)
- Alfred Lundberg – Eberling, grosshandlare
- Karin Molander – Margot, hans dotter
- Jenny Tschernichin-Larsson – Fru Ström
- Carlo Wieth – Albert, hennes son
- Greta Almroth – Hans syster
- Richard Lund – Ingenjör
- August Warberg – Chef för varvet
- John Ekman – Försmådd friare